# 弁天 (浦安市)
弁天（べんてん）は、千葉県浦安市にある地名。現行行政地名は弁天一丁目から弁天四丁目。郵便番号は279-0026。

## 概要
第1期海面埋立事業によって作られた中町地区に位置する。地域内は戸建住宅街が中心となっており、三丁目は団地（見明川団地）となっている。当地域は、埋め立て直後の分譲から住んでいる人が多いことから、60代以降の人が多く在住している。
また、弁天三丁目2番の見明川に面した9万m2弱の敷地には、各戸2階建て、2～10戸で構成されるテラスハウス91棟の団地｢見明川団地｣がある。地域の西端に国道357号、首都高速湾岸線が通り、三丁目に市立見明川小学校、市立見明川中学校がある。
東は今川・鉄鋼通り、西は東野、南は見明川を挟んで舞浜、北は富岡と接している。

### 地価
住宅地の地価は、2014年（平成26年）1月1日に公表された公示地価によれば、弁天2-21-5の地点で26万9000円/m2となっている。

## 沿革
- 1968年（昭和43年）6月24日　第1期海面埋立事業により、東葛飾郡浦安町弁天を新設。
- 1981年（昭和56年）4月1日　市制施行により、浦安市弁天となる。
- 1983年（昭和58年）10月1日　住居表示施行により、浦安市弁天一丁目～四丁目となる。

## 地名の由来
かつて、当地に存在した漁場が漁師の間で「弁天」と呼ばれていたことから。

## 町名の変遷
「弁天」新設時
| 実施後 | 実施年月日      | 実施前（各町名ともその一部） |
| ------ | --------------- | ---------------------------- |
| 弁天   | 昭和43年6月24日 | （地名なし）                 |

住居表示施行時
| 実施後     | 実施年月日      | 実施前（各町名ともその一部） |
| ---------- | --------------- | ---------------------------- |
| 弁天一丁目 | 昭和58年10月1日 | 弁天                         |
| 弁天二丁目 | 昭和58年10月1日 | 弁天                         |
| 弁天三丁目 | 昭和58年10月1日 | 弁天                         |
| 弁天四丁目 | 昭和58年10月1日 | 弁天                         |

## 世帯数と人口
2017年（平成29年）10月31日現在の世帯数と人口は以下の通りである。
| 丁目       | 世帯数    | 人口    |
| ---------- | --------- | ------- |
| 弁天一丁目 | 799世帯   | 2,068人 |
| 弁天二丁目 | 748世帯   | 1,853人 |
| 弁天三丁目 | 505世帯   | 1,189人 |
| 弁天四丁目 | 506世帯   | 1,040人 |
| 計         | 2,558世帯 | 6,150人 |

## 小・中学校の学区
市立小・中学校に通う場合、学区は以下の通りとなる。
| 丁目       | 番地 | 小学校               | 中学校               |
| ---------- | ---- | -------------------- | -------------------- |
| 弁天一丁目 | 全域 | 浦安市立見明川小学校 | 浦安市立見明川中学校 |
| 弁天二丁目 | 全域 | 浦安市立見明川小学校 | 浦安市立見明川中学校 |
| 弁天三丁目 | 全域 | 浦安市立見明川小学校 | 浦安市立見明川中学校 |
| 弁天四丁目 | 全域 | 浦安市立見明川小学校 | 浦安市立見明川中学校 |

## 交通
交通はバス路線が存在するため必ずしも不便ではないが、浦安駅に繋がる5番系統は本数が少ないので、浦安駅への移動には不向きである。しかし2018年4月に舞浜駅から京成ローズタウン、弁天中央を経由して、浦安駅入口に行く26番系統が日中のみ運行を開始した。この地域の周辺には5番系統（新浦安駅～浦安駅入口）のバス停「富岡三丁目」と、2番系統（浦安駅入口～舞浜駅）のバス停「弁天第二」「見明川中学校前」がある。また、2006年11月に14番系統（新浦安駅～舞浜駅）が新設され、利便性が向上した。また、京葉線を利用する場合は、舞浜駅が最も近い。

## 施設
- 浦安市立弁天保育園
- 浦安市立見明川幼稚園
- 浦安市立見明川小学校
- 浦安市立見明川中学校